# منتخب أستراليا للكرة اللينة للرجال
منتخب أستراليا للكرة اللينة للرجال (بالإنجليزية: Australia men's national softball team)‏ هو ممثل أستراليا الرسمي في المنافسات الدولية في كرة لينة
.